# Sátorhely
Sátorhely là một thị trấn thuộc hạt Baranya, Hungary. Thị trấn này có diện tích 17,6 km², dân số năm 2010 là 665 người, mật độ 38 người/km².